# Boggomsbaai
Boggomsbaai è una località costiera sudafricana situata nella municipalità distrettuale di Eden nella provincia del Capo Occidentale, a est della città di Mosselbaai.

## Storia
I khoi furono i primi abitanti della regione. Il primo contatto con gli europei ebbe luogo nel 1448 con Bartolomeo Diaz.
La regione restò prevalentemente agricola sino allo sviluppo del turismo.